# 江华大节竹
江华大节竹（学名：Indosasa spongiosa）为禾本科大节竹属下的一个种。